# Mevir San Pedro
San Pedro es un paraje rural uruguayo del departamento de Colonia.

## Ubicación
La localidad se encuentra situada en la zona suroeste del departamento de Colonia, a 19 km al noroeste de la ciudad de Colonia del Sacramento, tiene muchos lugares turísticos para visitar. Al suroeste tiene la costa del Río de la Plata.

## Población
Esta comunidad cuenta con alrededor de 1000 personas.